# 科鎮區 (密歇根州)
科鎮區（英語：Coe Township）是位於美國密歇根州伊莎貝拉縣的一個行政鎮區。

## 地方資料
科鎮區的面積為93.80平方千米，當中陸地面積為93.80平方千米，而水域面積為0.00平方千米。根據2020年美國人口普查的數據，當地共有人口3032人，而人口密度為每平方千米32.32人。